# گروه‌های تغذیه‌ای ابتدایی

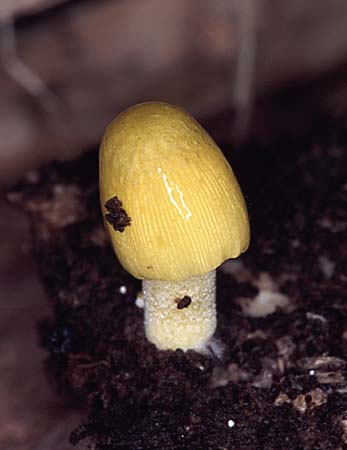
گروه‌های تغذیه‌ای ابتدایی

گروه‌های تغذیه‌ای ابتدایی گروه‌هایی از جانداران هستند که بر اساس روش تغذیه‌شان با توجه به منابع انرژی و کربن مورد نیاز برای زندگی، رشد و تولیدمثل، تقسیم‌بندی شده‌اند. منابع انرژی می‌تواند نور و ترکیبات آلی یا معدنی باشد؛ منابع کربن می‌تواند منشأ آلی یا معدنی داشته باشد.
اصطلاحات تنفس هوازی، تنفس بی‌هوازی و تخمیر به گروه‌های تغذیه‌ای ابتدایی اشاره ندارد، بلکه تنها روش‌های متفاوت استفاده از گیرنده‌های الکترون در جانداران را نشان می‌دهند، مثلاً در تنفس هوازی O2 در تنفس بی‌هوازی نیترات، سولفات یا فومارات و واسطه‌های متابولیکی متنوع در تخمیر. از آنجا که همه مراحل ATPساز در تخمیر شامل ایجاد تغییر در واسطه‌های متابولیک به جای استفاده از زنجیرهٔ انتقال الکترون می‌شوند، تخمیر اغلب به عنوان فسفریلاسیون در سطح پیش ماده یاد می‌شود.